# Жареные зелёные помидоры (блюдо)
Жареные зелёные помидоры (англ. Fried green tomatoes) — американское блюдо из нарезанных и обжаренных в кляре зелёных помидоров, характерное для юга США.
Рецепты блюда в начале XX века в основном публиковались на северо-востоке США и Среднем Западе США. Жареные зелёные помидоры стали известны как блюдо юга США после того, как были показаны в фильме «Жареные зелёные помидоры» (1991).

## Традиционное приготовление
Помидоры нарезают, приправляют солью и перцем, покрывают кукурузной мукой грубого помола и обжаривают на жире от бекона по несколько минут с каждой стороны или до золотистого цвета. Предпочтительна неглубокая жарка, так как помидоры не плавают в масле, что позволяет весу помидора прижимать кукурузную муку к нижней стороне помидора.
Другие рецепты включают использование панировочных сухарей или муки вместо кукурузной муки, как и жарку на растительном масле или другом жире.
Нарезанные помидоры можно окунуть в жидкость перед добавлением кукурузной муки. Эта жидкость обычно представляет собой пахту или взбитое яйцо. Яйцо дает немного более твёрдую текстуру, чем пахта. Жидкости используются, потому что кукурузная мука плохо прилипает к ломтикам помидоров. Добавление жидкости помогает кукурузной муке оставаться на месте во время процесса приготовления. Это также приводит к тому, что оболочка помидоров становится более толстой и менее хрустящей по сравнению с помидорами, приготовленными без жидкости.

## Распространение блюда и популярность
Историк Роберт Ф. Мосс обнаружил, что с 1900 по 1911 год в газетах США было опубликовано 11 рецептов этого блюда. Статьи были из северо-восточной части Соединенных Штатов и Среднего Запада Соединенных Штатов. Мосс считает, что блюдо родом из этих мест, «возможно, связанное с еврейскими иммигрантами».
По словам Мосса, это блюдо взяли на вооружение преподаватели кулинарии на курсах домоводства. Единственный пример рецепта в 1920-х годах в газетах на юге США был взят из статьи, которая распространялась по всей территории Соединённых Штатов, а не была написана конкретно на Юге. С 1930-х по 1960-е годы в газетах юга Америки был один пример рецепта.
После выхода фильма «Жареные зелёные помидоры» американцы стали ассоциировать это блюдо с Югом, несмотря на отсутствие доказательств того, что ранее это блюдо широко готовилось на Юге США и тем фактом, что зелёные недозрелые помидоры не являются популярным продуктом на солнечном юге.

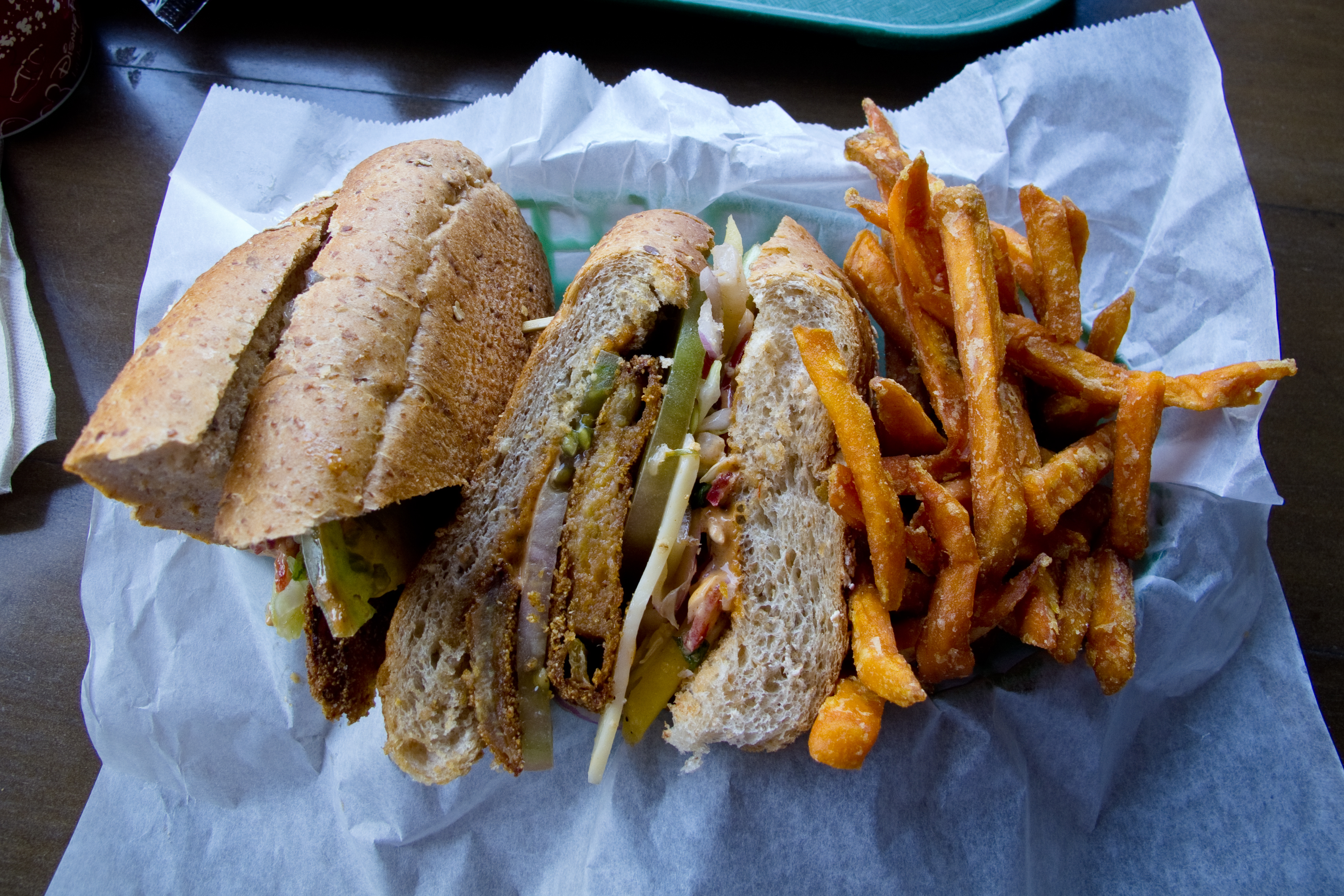
Сэндвич с жареными зелёными помидорами в ресторане Hungry Bear, Диснейленд-парк, Калифорния

## Пенсильванская голландская версия
Хотя жареные зелёные помидоры обычно считаются южным блюдом, их также можно найти в домах голландцев на севере Пенсильвании. Северный вариант, скорее всего, будет приготовлен из белой муки, а не из кукурузной. Кроме того, на севере зелёные помидоры, как правило, готовят в конце сезона, когда оставшиеся плоды собирают до первых заморозков, тогда как на юге зелёные помидоры собирают в течение всего сезона.

## Прочие применения
Жареные зелёные помидоры с ремуладом из креветок — это сочетание южного и креольского блюд, которое подают во многих ресторанах Нового Орлеана, штат Луизиана.
Жареные зелёные помидоры традиционно являются гарниром, но иногда их добавляют и в другие блюда: в сэндвичи, яйца Бенедикт, посыпают сыром как закуску.